# Dusit Thani College
Das Dusit Thani College (thailändisch วิทยาลัยดุสิตธานี, DTC) ist eine private und auf das Gastgewerbe spezialisierte Hochschule im Bezirk Prawet, Bangkok.

## Allgemeines
Das Dusit Thani College wurde im Juni 1993 gegründet und ist Teil der seit 1949 operierenden  Dusit Thani-Gruppe, die Hotels und Ferienanlagen betreibt und verwaltet. Es befindet sich direkt neben einem der Dusit Thani Hotels.

## Ausbildungsprogramme
Das Dusit Thani College bietet fünf Programme an, die zum Bachelor-Abschluss führen:
- Hotelmanagement (in Thai und Englisch)
- Küchen- und Restaurant-Management (in Thai und Englisch)
- Tourismusmanagement (in Thai)
- Eventmarketing (in Thai)
- Gästeanlagen- und Spa-Management (in Thai)

Daneben gibt es ein Programm für den Master-Studiengang:
- Hotel- und Restaurant-Management (in Thai)

## Internationaler Austausch
Das Dusit Thani College arbeitet mit dem Lyceum of the Philippines University (LPU) in Manila, Philippinen, zusammen.
Daneben gibt es Beziehungen
- zur Hong Kong Polytechnic University
- zum William Angliss Institute, Melbourne, Australien
- zur University of Nevada, Las Vegas, USA
- zu Cesar Ritz Colleges in der Schweiz
- zum University College Birmingham, Großbritannien